# Carlos Berlocq
Carlos Alberto Berlocq (Chascomus, 2 de março de 1983) é um ex-tenista argentino que iniciou sua profissionalização no ano de 2001. É reconhecido na Argentina e no circuito mundial de tênis devido a seus shows de "garra" em partidas da Copa Davis. Já venceu 4 torneios de nível ATP, sendo que 2 desses títulos foram em simples e 2 em duplas. Além dessas conquistas, ainda possui 6 vice-campeonatos de torneios ATP, sendo que 5 foram nas duplas e 1 em simples.
Em agosto de 2003, jogando ao lado do compatriota Cristian Villagrán, Berlocq conquistou a Medalha de bronze na chave de duplas dos Jogos Pan-Americanos de Santo Domingo, na República Dominicana.
Em 18 de julho de 2010, Berlocq ganhou seu primeiro título de nível ATP em duplas, em Stuttgart, na Alemanha. Em 14 de julho de 2013, venceu seu segundo título de nível ATP, sendo o primeiro na modalidade de simples, em Bastad, na Suécia. Já em 4 de maio de 2014, conquistou seu terceiro título de torneios ATP, sendo o segundo de simples, em Estoril, Portugal. 
Em 2014, ao alcançar às quartas de final da chave de duplas do US Open, nos Estados Unidos, fez sua melhor campanha em torneios do Grand Slam.
Em agosto de 2015, jogando juntos pela primeira vez, o espanhol Nicolás Almagro e o argentino Carlos Berlocq ficaram com o título da chave de duplas do ATP 250 de Kitzbuhel. Eles derrotaram o holandês Robin Haase e o finlandês Henri Kontinen na final, por 5/7, 6/3 e 11-9. Essa foi a quarta conquista de torneios nível ATP de Berlocq, sendo a segunda nas duplas.
No domingo, 22 de dezembro de 2019, O veterano argentino Carlos Berlocq encerrou sua carreira profissional aos 36 anos. Ele foi homenageado em Buenos Aires, durante o último dia de disputas do torneio nacional interclubes.

## ATP finais

### Simples: 3 (2 títulos, 1 vice)
| Legenda                           |
| --------------------------------- |
| Grand Slam (0–0)                  |
| ATP World Tour Finals (0–0)       |
| ATP World Tour Masters 1000 (0–0) |
| ATP World Tour 500 Series (0–0)   |
| ATP World Tour 250 Series (2–1)   |

| Finais por Piso |
| --------------- |
| Duro (0–0)      |
| Saibro (2–1)    |
| Grama (0–0)     |
| Carpete (0–0)   |

| Resultado | N. | Data             | Torneio                         | Piso   | Oponente          | Placar             |
| --------- | -- | ---------------- | ------------------------------- | ------ | ----------------- | ------------------ |
| Vice      | 1. | 5 Fevereiro 2012 | ATP de Viña del Mar, Chile      | Saibro | Juan Mónaco       | 3–6, 7–6(7–1), 1–6 |
| Campeão   | 1. | 14 Julho 2013    | Swedish Open, Båstad, Suécia    | Saibro | Fernando Verdasco | 7–5, 6–1           |
| Campeão   | 2. | 4 Maio 2014      | Portugal Open, Oeiras, Portugal | Saibro | Tomáš Berdych     | 0–6, 7–5, 6–1      |

### Duplas: 6 (1 título, 5 vices)
| Legenda                           |
| --------------------------------- |
| Grand Slam (0–0)                  |
| ATP World Tour Finals (0–0)       |
| ATP World Tour Masters 1000 (0–0) |
| ATP World Tour 500 Series (0–1)   |
| ATP World Tour 250 Series (1–4)   |

| Finais por Piso |
| --------------- |
| Duro (0–2)      |
| Saibro (1–3)    |
| Grama (0–0)     |
| Carpete (0–0)   |

| Resultado | N. | Data             | Torneio                          | Piso     | Parceiro        | Oponentes                          | Placar             |
| --------- | -- | ---------------- | -------------------------------- | -------- | --------------- | ---------------------------------- | ------------------ |
| Vice      | 1. | 14 Julho 2008    | ATP de Umag, Umag, Croácia       | Saibro   | Fabio Fognini   | Michal Mertiňák Petr Pála          | 6–2, 3–6, [5–10]   |
| Campeão   | 1. | 18 Julho 2010    | MercedesCup, Stuttgart, Alemanha | Saibro   | Eduardo Schwank | Christopher Kas Philipp Petzschner | 7–6(7–5), 7–6(8–6) |
| Vice      | 2. | 23 Outubro 2011  | Kremlin Cup, Moscou, Rússia      | Duro (i) | David Marrero   | František Čermák Filip Polášek     | 3–6, 1–6           |
| Vice      | 3. | 5 Fevereiro 2012 | ATP de Viña del Mar, Chile       | Saibro   | Pablo Andújar   | Frederico Gil Daniel Gimeno-Traver | 6–1, 5–7, [10–12]  |
| Vice      | 4. | 7 Outubro 2012   | China Open, Beijing, China       | Duro     | Denis Istomin   | Bob Bryan Mike Bryan               | 3–6, 2–6           |
| Vice      | 5. | 14 Julho 2013    | Swedish Open, Båstad, Suécia     | Saibro   | Albert Ramos    | Nicholas Monroe Simon Stadler      | 2–6, 6–3, [3–10]   |

## Ligações Externas
Perfil na ATP (em inglês)